# 카타콤

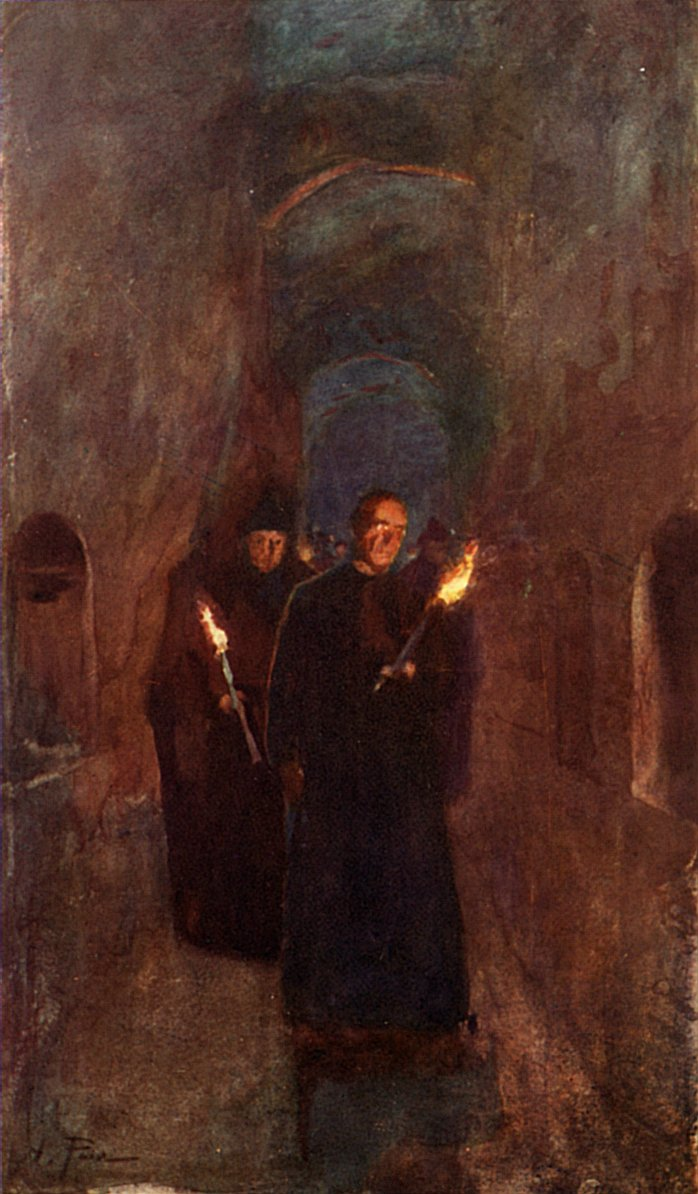
알베르토 피사가 그린 로마 산 칼리스토 카타콤의 행렬

카타콤(Catacombs)은 주로 종교적 목적, 특히 매장을 위해 사용된 인공적인 지하 통로이다. 매장 장소로 사용되는 모든 방을 카타콤이라고 할 수 있지만, 이 단어는 주로 로마 제국과 관련하여 사용된다.

## 어원 및 역사
'카타콤'이라는 용어가 처음 사용된 곳은 로마의 아피아 가도를 따라 2 마일과 3 마일 표지석 사이에 있는 지하 무덤 체계였다. 이곳에는 베드로와 바울로 사도를 비롯한 여러 인물들의 시신이 매장되었다고 전해진다. 후기 라틴어에서 이 장소의 이름은 여성형 복수 명사인 '카타쿰바스'(catacumbas, 단수형 카타쿰바; catacumba)였으며, 이 단어의 기원은 불분명하나 고유 명사에서 유래했거나 그리스어 구문 '카타 굼바스'(cata cumbas; 채석장 근처)에서 파생되었을 가능성이 있다. 원래 이 단어는 로마의 카타콤만을 지칭했으나, 1836년경에는 18세기 파리의 카타콤과 같은 모든 지하 매장소를 가리키는 말로 의미가 확장되었다. 초기 기독교인들은 부드러운 석회화를 파서 최초의 카타콤을 만들었다.
모든 로마의 카타콤은 도시 성벽 밖에 위치했는데, 이는 도시 내에 시신을 매장하는 것이 불법이었기 때문이다. 이로 인해 "순교자들의 무덤을 공개적으로 표시할 수 있는 장소"가 제공되었고, 성일(聖日)에 기념 예배와 축제를 안전하게 거행할 수 있었다.

## 장식

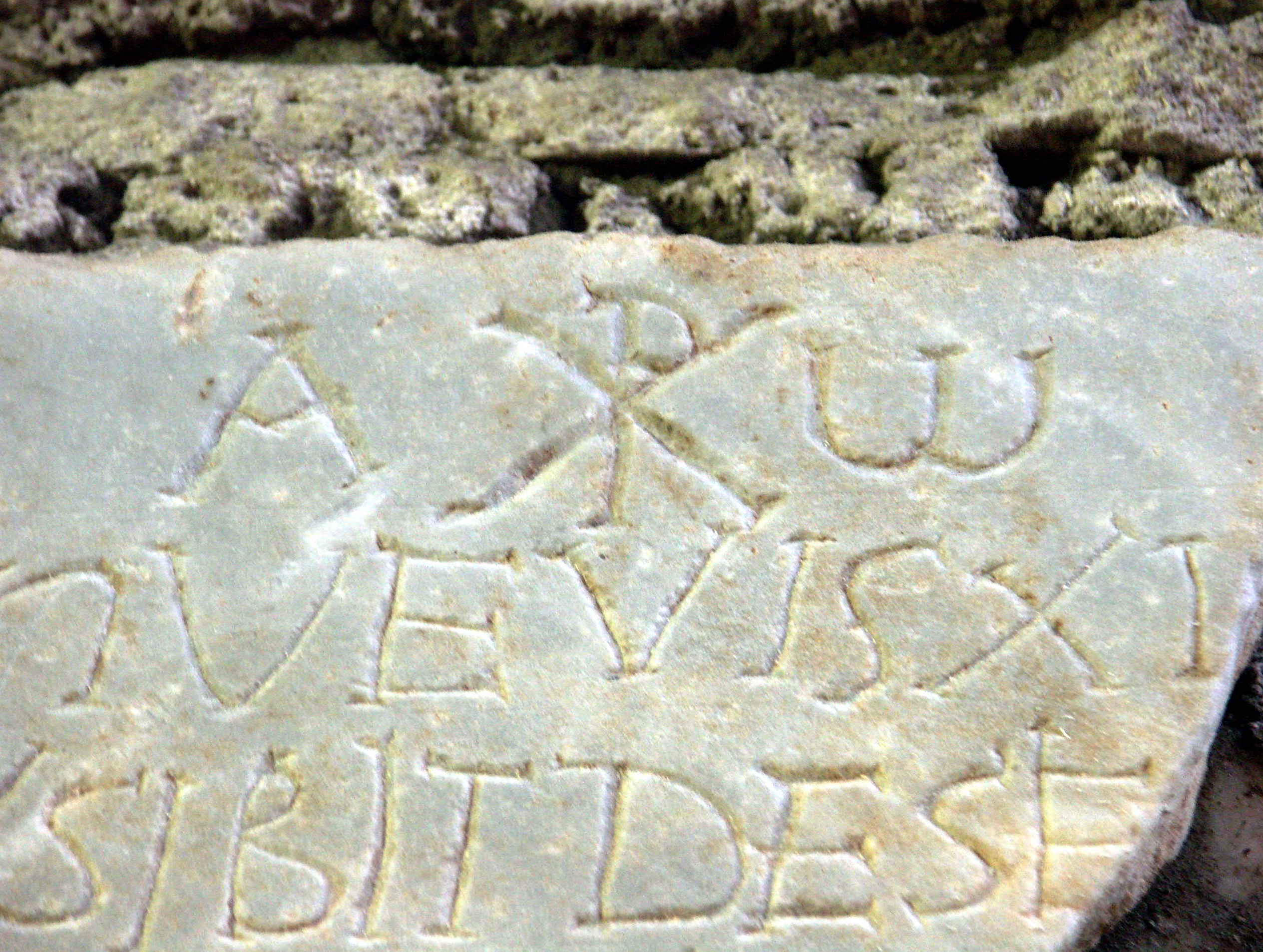
알파와 오메가가 있는 키-로 상징 ☧, 로마 도미틸라 카타콤

카타콤은 지하 통로와 묘지로 가장 잘 알려져 있지만, 많은 장식물도 보관하고 있다. 로마의 카타콤, 파리의 카타콤 및 기타 알려진 카타콤에는 수천 개의 장식물이 있는데, 이는 비문, 그림, 조각상, 장신구 및 오랜 세월 동안 무덤에 놓인 기타 물품들을 포함한다.
이러한 장식물의 대부분은 사망자를 식별하고, 불멸화하며, 존경을 표하는 데 사용되었다. 로마 카타콤의 장식물은 주로 그리스도를 찬양하는 이미지와 말씀, 또는 성경의 구약과 신약의 장면들을 묘사하는 데 사용되었다. 벽이나 무덤에 새겨진 것 외의 조각 작품과 예술품 대부분은 성 요한 라테란 박물관, 베를린 대학교 기독교 박물관, 바티칸 등의 장소에 보존되어 있다.
동물들을 평화로운 음악으로 매혹시키는 오르페우스로서의 그리스도 표현이 도마틸라와 성 칼리스타의 카타콤에서 세 점 발견되었다. 또 다른 형상은 도금된 유리로 만들어졌으며 4세기로 거슬러 올라가는데, 손에 세계를 균형 잡고 있고 발 아래에는 두루마리가 있는 예수의 모습을 담고 있다.

### 비문
시간이 지나면서 수천 개의 비문이 소실되었지만, 남아있는 많은 비문들은 거주자의 사회적 지위나 직함을 나타내고 있다. 그러나 대부분의 비문은 단순히 부부 간의 사랑이나 부모의 사랑 등을 표현하고 있다. 로마 카타콤에서 발견되는 흔하면서도 특히 흥미로운 비문 중 하나는 익투스 또는 "그리스도의 모노그램"으로, ΙΧΘΥΣ라고 쓰여 있으며 이는 "예수 그리스도, 하느님의 아들, 구세주"를 의미한다.

## 같이 보기
- 묘지
- 크립트
- 지하상가
- 네크로폴리스
- 에니드 블라이턴

## 참고문헌
- Blyton, Enid "Five go to Smuggler's Top" Hodder and Stroughton (1945) ISBN 978-1-84456-678-5
- Éamonn Ó Carragáin, Carol L. Neuman de Vegvar Roma felix: formation and reflections of medieval Rome Ashgate (14 March 2008) ISBN 978-0-7546-6096-5 p. 33 Roma Felix: Formation and Reflections of Medieval Rome
- Nicholson, Paul Thomas (2005) "The sacred animal necropolis at North Saqqara: the cults and their catacombs" In Salima Ikram (ed) Divine creatures: animal mummies in Ancient Egypt. American University in Cairo Press, 2005 pp. 44–71. ISBN 978-977-424-858-0